# Soy un prófugo
Soy un prófugo es una película de comedia mexicana de 1946 dirigida por Miguel M. Delgado y protagonizada por Mario Moreno «Cantinflas», Emilia Guiú, Carmelita González y Daniel «Chino» Herrera.

## Argumento
Cantinflas le ordena a su secretaria que compre acciones, pues es el presidente del banco de Sochipan y se encuentra con su amigo Carmelo, a quien le explica cómo funciona el mundo del dinero, le cuenta la historia del banquero anterior, quien lo pierde todo por el dinero, la avaricia.
En ese momento entra un señor a la oficina en la que se encuentran, el hombre resulta ser el jefe de Cantinflas, es ahí cuando se dan cuenta de la realidad, Cantinflas y Carmelo solamente son los encargados del aseo del lugar.
Esa tarde Cantinflas y Carmelo van a la tienda de abarrotes donde trabaja Rosita, la mujer de la que Cantinflas está enamorado, y éste le cuenta a Rosita su plan de comprar una casa en un plan de nueve años para que ahí viva con la mujer con la que se casará.
Cantinflas y Carmelo se encuentran en su casa y se disponen a dormir, Cantinflas comienza a hablar sobre sus fantasías al casarse con Rosita, también le comenta que construirá la casa con base en los planos del banco en el que trabajan.
Es un nuevo día, Cantinflas y Carmelo están entrando en el banco, se dan cuenta de que la puerta del banco se encuentra abierta y un hombre los vigila desde fuera.
Al subir las escaleras dentro del edificio, pueden ver que el oficial que cuida el banco está desmayado a medio pasillo, Cantinflas decide hacer una llamada para pedir ayuda a la policía.
En este preciso momento explota una bomba dentro del banco, la policía llega y arrestan a Cantinflas y a Carmelo, pues creen que han sido ellos quienes han creado el disturbio en el banco.
Ya en la comisaría, Cantinflas y Carmelo buscan la forma de salir del problema.
El policía del banco da testimonio de lo ocurrido y Cantinflas comienza a amigarse de los policías en la comisaría y casi se sale con la suya, pero el inspector lo detiene y lo interroga sobre lo ocurrido en el banco, Cantinflas, con su habilidad verbal y de convencimiento, voltea las evidencias para hacer creer que el inspector es el verdadero culpable y casi logra que detengan al inspector, pero lo único que logra es crear más evidencia sobre su culpabilidad en el incidente, así que las autoridades deciden inspeccionar la casa de Cantinflas y Carmelo donde encuentran los planos del banco y la perica habla por primera vez diciendo “dinamita”, en ese momento le presentan al inspector los estudios de la explosión que ocurrió en el banco y coinciden con lo que la perica dice, esto provoca que se lleven a Cantinflas y a Carmelo a la cárcel.
Cantinflas y Carmelo entran a su celda donde se encuentran con un hombre malo, quien no pierde tiempo para contarles que él es “Gargantua” el estrangulador de las noches de luna. Pasan la noche muy asustados, pues tienen miedo de que su compañero de celda los asesine.
Gargantua quiere matar a Cantinflas, después intenta lo mismo con Carmelo, entonces Cantinflas llama a los vigilantes, ocasionando que muevan de celda a Gargantua quien rotundamente se niega a irse, pero nada logra mientras que Cantinflas y Carmelo por fin encuentran paz dentro de la celda.
Con ayuda de sus dotes de imaginación, Cantinflas le narra a Carmelo lo que va a ocurrir cuando salgan viejos de la cárcel; Carmelo se asusta tanto de lo que podría pasar así que toma los barrotes de la pequeña ventana y logra zafarlos, se dan cuenta de que ha sido su anterior compañero de celda quien ha hecho dicha hazaña (por eso no quería irse), aprovechan la ocasión y escapan de la cárcel.
Cantinflas y Carmelo van a bordo de una camioneta con dirección a la ciudad, buscan descubrir al verdadero culpable del robo del banco.
En la ciudad, el dúo encuentra un lugar donde pueden comer con el poco dinero que llevan con ellos. En ese momento, una mujer de la alta sociedad, se acerca a ellos y los invita a acompañarla, llegan a una casa dónde los reciben como reyes, celebran sus hazañas, pues los hombres que se encuentran con ellos comiendo, creen que han sido ellos los que han robado el banco, así que Cantinflas y Carmelo les cuentan como ocurrió el robo.
La razón por la cual los hombres han decidido invitar a Cantinflas y a Carmelo a su mesa es porque quieren robarles el secreto de su éxito.
Cantinflas y Carmelo se despiertan con la sorpresa de que el desayuno está servido y ha sido llevado a su habitación, para después recibir a un sastre, pues les hará un smoking a la medida.
La fiesta comienza y las conversaciones sobre distintos robos empiezan a ser escuchadas.
Cantinflas tiene la oportunidad de estar solo con la mujer de la casa, quien ha sido encargada de robar el secreto del éxito de Cantinflas en su robo, ella le pregunta cómo llevó a cabo el robo, Cantinflas inventa que llevó a cabo el robo a través de la hipnosis, ella responde enojada y está a punto de irse, pero Cantinflas la hipnotiza, dándose cuenta de que sus poderes son reales, así que le ordena a la mujer que busque una mejor vida y que salga de ahí en ese momento.
Al salir a la fiesta, le dicen que han descubierto su mentira, pues quien realmente ha robado el banco, busca ser diputado en la ciudad; Cantinflas los hipnotiza y les ordena que se vayan a entregar a la comisaría.
Los hombres llegan a la comisaría, revelan sus robos y son detenidos.
El banco indemniza a Cantinflas y a Carmelo con la suma de veinte mil pesos, suma proporcionada gracias a los poderes hipnóticos de Cantinflas.
Al final Cantinflas va en busca de Rosita, con quien quiere casarse, pero se encuentra con la noticia de que ya está comprometida, entonces él vuelve a usar sus poderes hipnóticos y le ordena al hombre que deje a Rosita, Cantinflas le propone matrimonio a Rosita y se sorprende de que ella quiera casarse con él a pesar de no haber sido hipnotizada.

## Reparto
- Mario Moreno como Cantinflas
- Emilia Guiú como Raquel
- Daniel "Chino" Herrera como Carmelo
- Agustín Isunza como Emilio Blanco, inspector de policía
- Rafael Alcayde como Jefe de la banda de maleantes
- Carmelita González como Rosita
- José Elías Moreno como El Pin-Pon / Gargantúa
- Ángel T. Sala como Ladrón auténtico del banco
- Estanislao Schillinsky como Guardia de la cárcel
- Rafael Icardo como Don Romualdo, Velador del banco
- Roberto Corell como Sastre
- Rodolfo Acosta como Miembro de la banda
- Stephen Berne como Esbirro pelón del jefe (no acreditado)
- María Luisa Cortés como Invitada a fiesta (no acreditada)
- Pedro Elviro como Esbirro chaparro del jefe (no acreditado)
- Edmundo Espino como Empleado (no acreditado)
- Georgina González como Sirvienta (no acreditada)
- Gloria Lozano como Invitada a fiesta (no acreditada)
- Chel López como Esbirro del jefe (no acreditado)
- José Muñoz como Detective de policía (no acreditado)
- José Ortega como Invitado a fiesta (no acreditado)
- José Ortiz de Zárate como Don Próspero, gerente del banco (no acreditado)
- Roberto Y. Palacios como Cliente en tienda (no acreditado)
- Humberto Rodríguez como Cliente en tienda (no acreditado)
- Félix Samper como Representante del banco (no acreditado)
- Manuel Trejo Morales como Esbirro del jefe (no acreditado)